# Sainschand
Sainschand (mongolisch Сайншанд) ist die Hauptstadt des Dorno-Gobi-Aimag (Provinz) in der Mongolei. 

## Geografische Lage
Die Stadt liegt in der östlichen Gobi.

## Verkehr
Sainschand besitzt einen Bahnhof an der Transmongolischen Eisenbahn. Von hier zweigt die Bahnstrecke Sainschand–Khangi nach Westen ab. Es ist beabsichtigt, sie mit der Bahnstrecke Tawan Tolgoi–Gaschuunsuchait zu verbinden.